# 孙度
孙度（1958年—），辽宁辽阳人，汉族，中华人民共和国医学家、第十一届全国人民代表大会辽宁地区代表。
毕业于锦州医学院医疗专业。加入中共，担任中国医科大学辽阳中心医院院长。2008年起担任全国人大代表。